# Culicoides franklini
Culicoides franklini är en tvåvingeart som beskrevs av Gustavo R. Spinelli 1993. Culicoides franklini ingår i släktet Culicoides och familjen svidknott.
Artens utbredningsområde är Panama. Inga underarter finns listade i Catalogue of Life.